# Police armée du peuple
Pour les articles homonymes, voir PAP.
La Police armée du peuple (en chinois, 中国人民武装警察部队 ; pinyin, Zhōngguó rénmín wǔzhuāng jǐngchá bùduì), abrégée PAP (et en anglais Chinese People's Armed Police Force (CPAPF)), est une police chinoise à statut militaire créée en avril 1983 en Chine, elle est l’une des trois branches des forces armées chinoises avec l’armée populaire et la milice. Son fonctionnement est le même que celui de l'Armée populaire de libération et son commandement est assuré par la Commission militaire centrale uniquement depuis le 1er janvier 2018.

## Missions

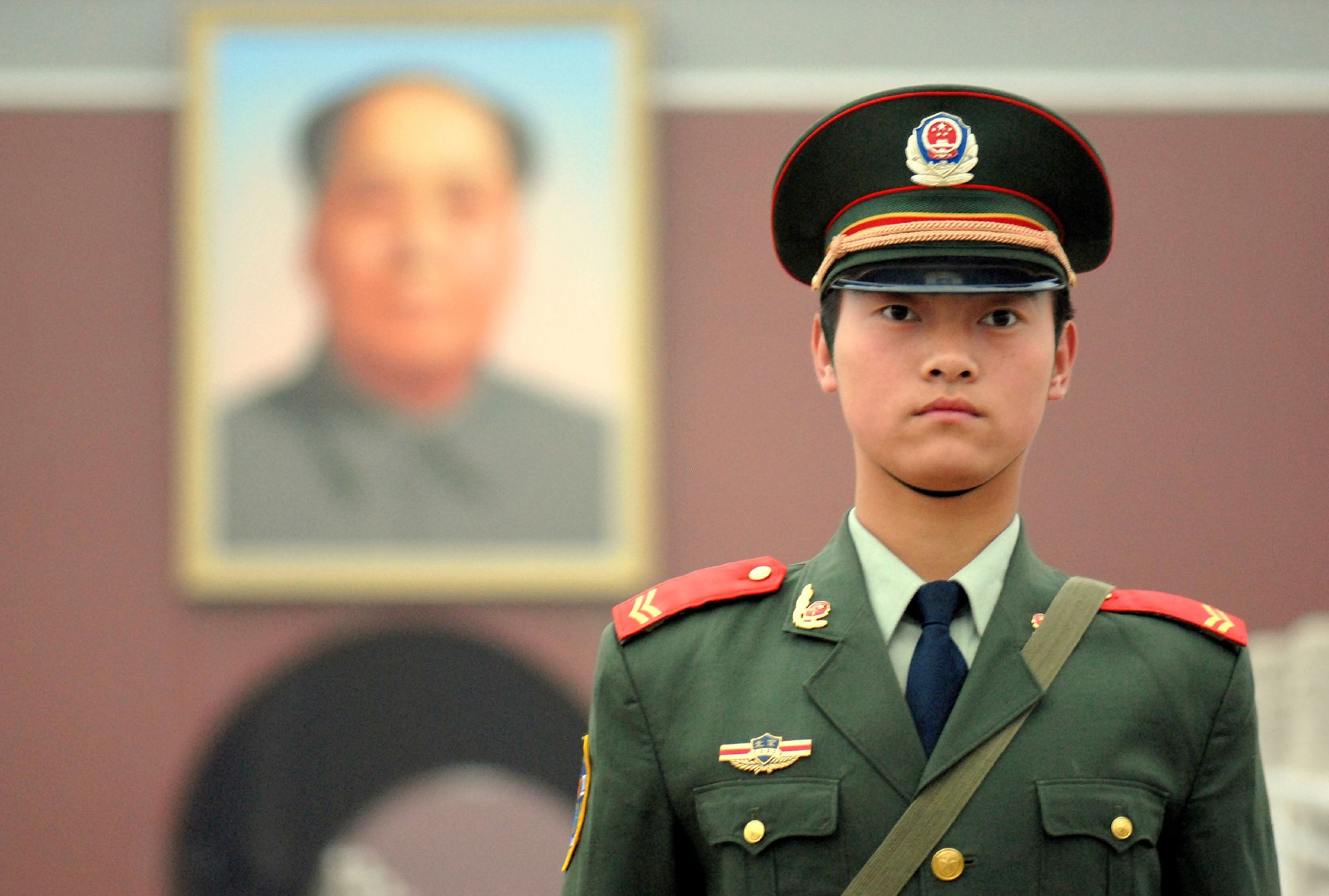
Un garde 上等兵 (shang deng bing) de la PAP sur la place Tian'anmen.

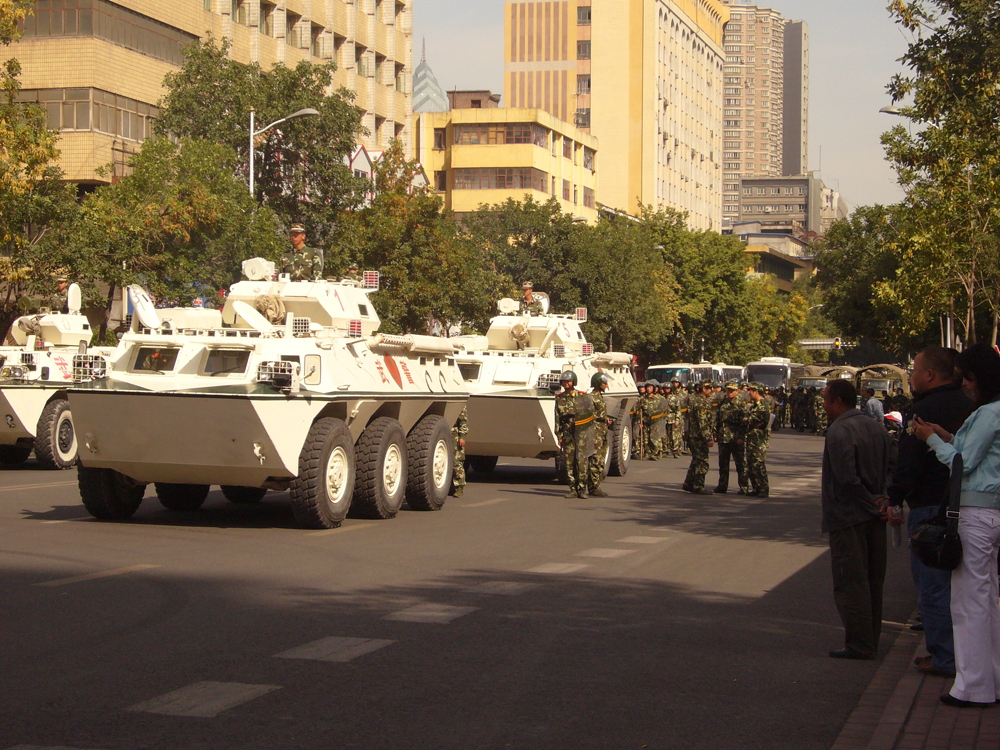
Les forces de la Police armée du peuple, dont des blindés WZ551, ont été déployées pour maintenir l'ordre à Urumqi lors des émeutes au Xinjiang en juillet 2009.

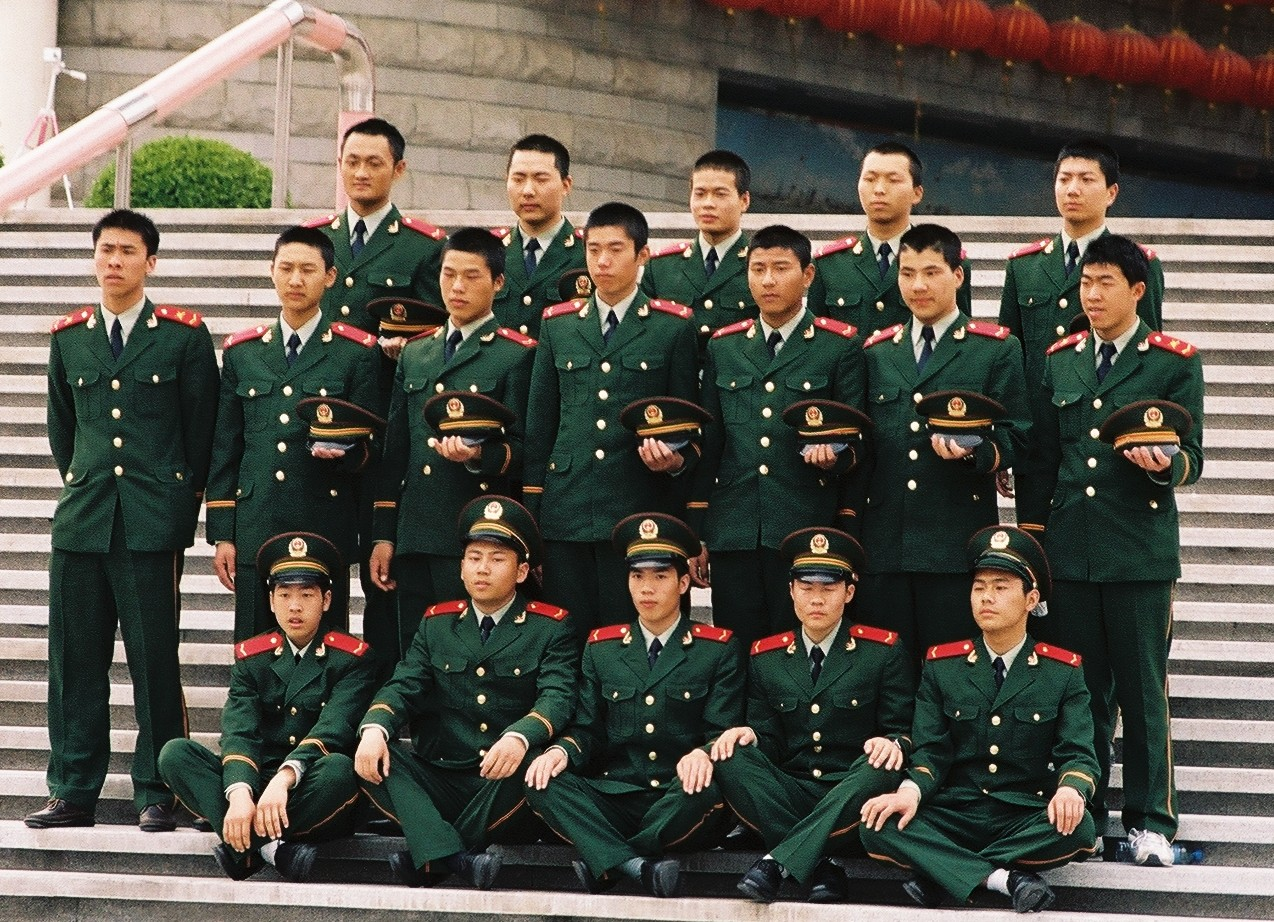
Soldats de la Police armée du peuple à Shanghai.

La PAP assure des missions de sécurité publique, de lutte antiterroriste ou encore de contrôle douanier aux frontières. Elle dispose d'unités chargées de la garde des bâtiments nationaux, des forêts, des mines d'or et des barrages hydroélectriques. Elle possède également un service de circulation et des unités de lutte contre l'incendie.
Elle peut aussi agir sur des terrains extérieurs en soutien à l'Armée populaire de libération.
La PAP possède environ 14 divisions et 22 régiments indépendants en 2012 et totalise approximativement 1,5 million d'hommes et de femmes dont 800 000 voués à la sécurité intérieure a cette date.
En 2008, une unité de 70 hommes de la PAP en civil (survêtements bleu et blanc, lunettes noires) a eu la charge d'escorter la flamme olympique lors du relais de la flamme olympique 2008 en Chine et à l'étranger, pour les Jeux olympiques de Pékin.
Le corps paramilitaire de lutte contre les incendies de la police armée du peuple est depuis 2018 devenu le service national de lutte contre les incendies du ministère de la gestion des urgences.

## Responsable
Meng Hongwei, ancien président d’Interpol, a dirigé la Police armée du peuple. Il a été arrêté en 2018 et est accusé de corruption.

## Critique
Selon Amnesty International, la Police armée du peuple, qui contrôle la frontière et les cols tibétains, serait responsable de la fusillade du col de Nangpa La en 2006.